# Galatien

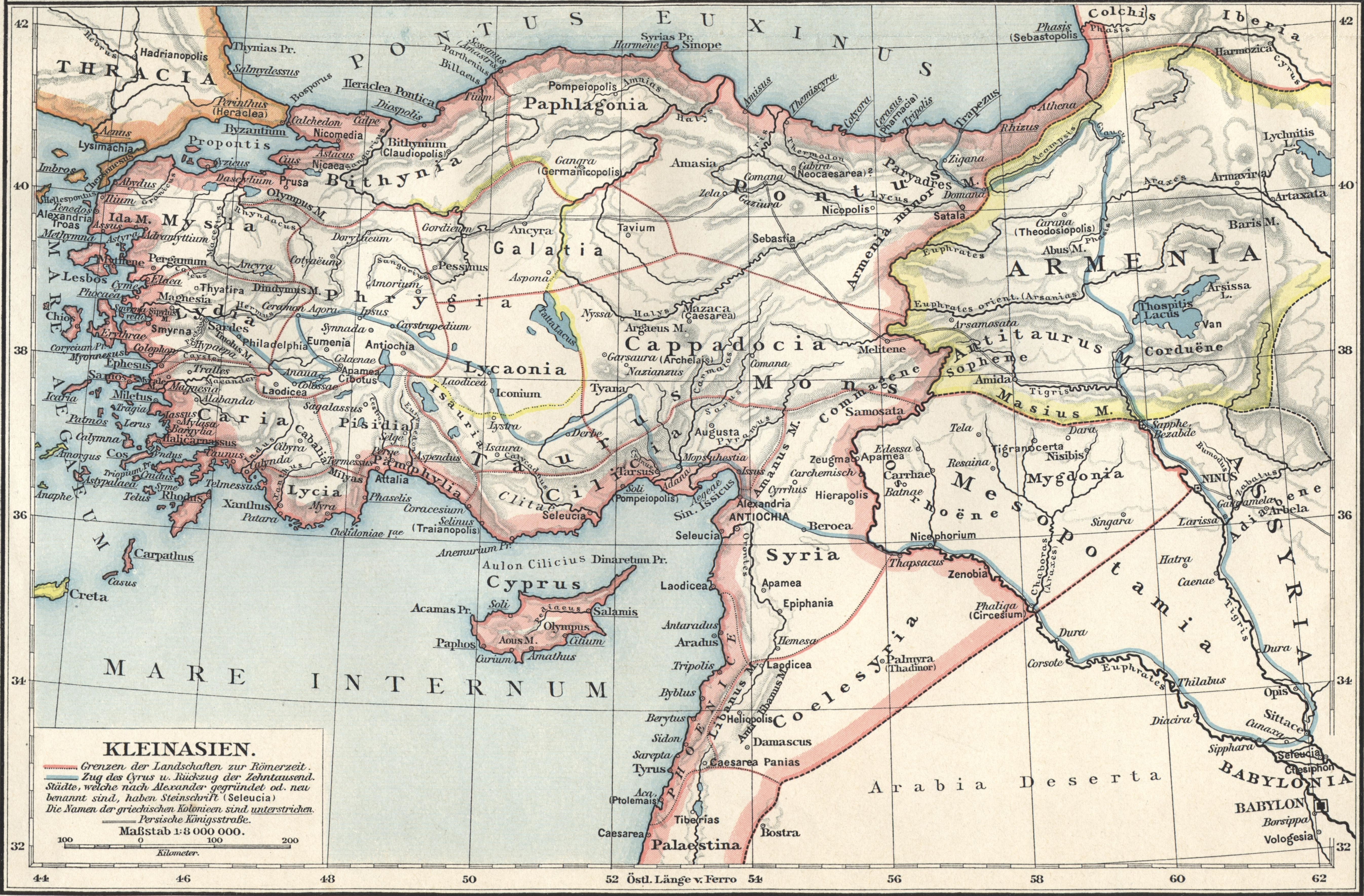
Kleinasien in der Antike: Mitte des 2. Jahrhunderts n. Chr. grenzte die Binnenprovinz Galatia an Pisidien, Pamphylien, Isaurien, Kilikien, Lykaonien, Kappadokien, Pontos, Paphlagonien, Bithynien und Phrygien.

Galatien bezeichnete in hellenistischer, römischer und byzantinischer Zeit eine von den keltischen Galatern bewohnte Landschaft in Zentralanatolien mit den Zentren Gordion und Ankyra (das heutige Ankara). Das Gebiet war bis weit ins 2. Jahrhundert n. Chr. in die Territorien der drei Großstämme der Tolistobogier (auch Tolistoagier), Trokmer und Tektosagen gegliedert, die mit Pessinus im Westen, Tavium im Osten und Ankyra im Zentrum jeweils einen Hauptort besaßen und sich wiederum in jeweils vier Untergruppen einteilen ließen.

## Niederlassung in Kleinasien
Mit dem Marsch nach Italien des Keltenhäuptlings Brennus (4. Jahrhundert v. Chr.) kamen viele verschiedene Keltenvölker in den Mittelmeerraum, wo sie sich nach dessen Tod zerstreuten. Während einige zurück nach Norden zogen, schlossen sich andere zu Verbänden zusammen und verheerten ab 281 v. Chr. Nordgriechenland, Thrakien und Makedonien. Teile dieser keltischen Verbände gründeten im östlichen Thrakien das Königreich Tylis und wurden vom bithynischen Herrscher Nikomedes I. 278 v. Chr. gegen dessen Bruder Zipoites zu Hilfe gerufen. Nach dem Sieg über Zipoites stießen die drei Stämme der Tolistoagier, Trokmer und Tektosagen weiter in das Innere Kleinasiens vor. Von Antiochos I. in der sogenannten Elefantenschlacht (268 v. Chr.) besiegt, ließen sie sich im nördlichen Zentralanatolien nieder, das nach ihnen Galatien genannt wurde. In der Folgezeit setzte sich allmählich bei ihnen die Stadtkultur durch. Die Galater bildeten zunächst keinen einheitlichen Staat, sondern die einzelnen Stämme standen unter der Herrschaft ihrer Tetrarchen
Die Galater ließen sich von den Seleukiden (vor allem von Antiochos III.) und den Ptolemäern jedoch weiterhin als Söldner anwerben und unternahmen immer wieder Raubzüge gegen die Küstenstädte im Westen, von denen sie Geldzahlungen erpressten. Dies führte zum einen zur Einführung der sogenannten „Galatersteuer“, zum anderen zur Intervention Roms und Pergamons: Um 230 v. Chr. gelang es zunächst Attalos I., die Galater zweimal zu besiegen; 184 v. Chr. errang Eumenes II. sogar die Oberherrschaft über Galatien (bis 165 v. Chr.), nachdem dieses bereits 189 v. Chr. vom römischen Konsul Gnaeus Manlius Vulso invadiert und nachhaltig geschwächt worden war.
Zur Zeit der Mithridatischen Kriege stellte Galatien Rom Truppen gegen Mithridates VI. zur Verfügung, obwohl es seit der Herrschaft Mithridates V. zum pontischen Einflussbereich gehörte. Der letzte überlebende Tetrarch Deiotaros erhielt von den Römern den Königstitel.

### Liste der Könige von Galatien

Lage der römischen Provinz Galatia (in ihrer Ausdehnung um 117)

- Deiotaros (66–40 v. Chr.)
- Kastor (40–36 v. Chr.)
- Amyntas (36–25 v. Chr.)

## Die römische Provinz Galatia
Im Jahre 25 v. Chr., nachdem König Amyntas in Pisidien gefallen war, ging Galatien testamentarisch in römischen Besitz über und wurde von Augustus zu einer kaiserlichen Provinz (mit der Hauptstadt Ankyra) ernannt. Bis zur Neuordnung der römischen Provinzen unter Diokletian (um 300) umfasste die Provinz Galatia jedoch nicht nur das eigentliche Galatien (also das Wohngebiet der Galater), sondern auch die angrenzenden Gebiete Paphlagonien, Lykaonien, Kilikia Tracheia und Pisidien (siehe Abbildung rechts). Zudem wurde sie mehrmals mit Cappadocia vereinigt (und wieder von diesem abgetrennt), bevor man sie ab dem 2. Jahrhundert immer mehr verkleinerte und schließlich in die beiden Gebiete Galatia Prima und Galatia Secunda aufteilte. Beide Provinzen gehörten später zur Dioecesis Pontica und wurden während der Regentschaft Justinians I. kurz wiedervereinigt, bis sie im späten 7. Jahrhundert schließlich in das Thema Anatolikon eingebunden wurden.